# Stradivarius (marka)
Stradivarius – hiszpańska marka odzieży dla kobiet oraz sieć sklepów należąca do grupy Inditex. W dniu 31 stycznia 2022 r. Stradivarius posiadał 915 sklepów w 62 krajach. Siedziba firmy znajduje się w Barcelonie.  
Marka założona została w 1994 roku w Barcelonie, przez rodzinę Triquell. W 1999 roku, 90% akcji Stradivariusa nabył Inditex za sumę 108 milionów euro, pozostałe 10% grupa nabyła w 2005 roku.  
1 lutego 2017 roku uruchomiła pierwszą linię ubrań dla mężczyzn pod szyldem “Stradivarius Man”, która została wycofana ze sklepów w 2018 roku ze względu na niską sprzedaż.